# Arsene Lupin (film fra 1916)
 For alternative betydninger, se Arsène Lupin. (Se også artikler, som begynder med Arsène Lupin)
Arsene Lupin er en britisk stumfilm fra 1916 af George Loane Tucker.
Filmen er baseret på romanserien af Maurice Leblanc om gentlemantyven Arsène Lupin, alias Hertugen af Charmence. Han afsløres af detektiven Guerchard.

## Medvirkende
- Gerald Ames som Arsene Lupin
- Manora Thew som Savia
- Kenelm Foss som Guerchard
- Douglas Munro som Gournay-Martin
- Marga Rubia Levy.